# Max Mendel

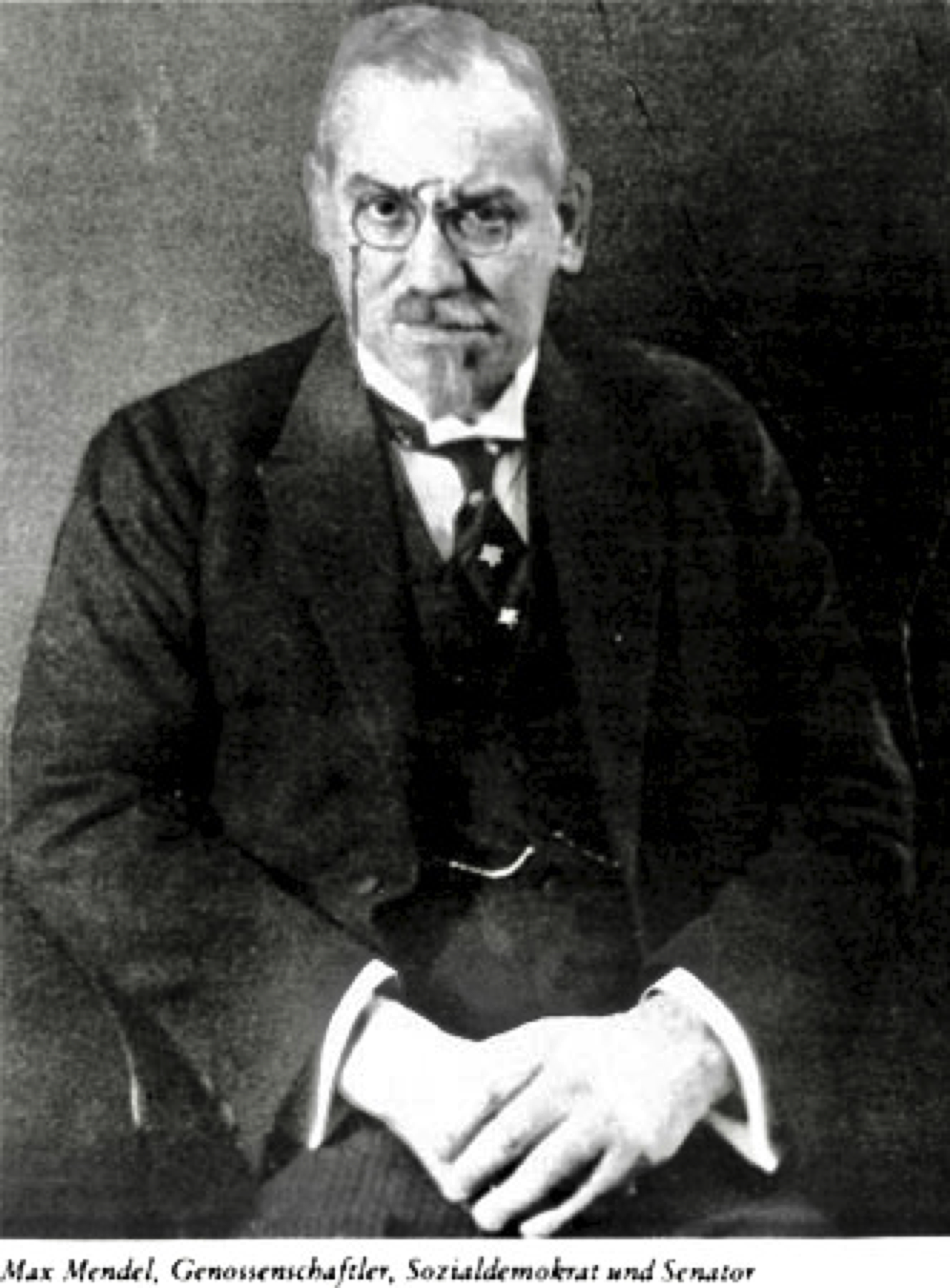
Max Mendel als hamburgischer Senator, 1925 bis 1929

Max Mendel (* 19. Mai 1872 in Hamburg; † 10. August 1942 im Ghetto Theresienstadt) war ein Kaufmann, Konsumgenossenschafter, Vorstands- und Aufsichtsratsmitglied sowie sozialdemokratischer Senator in Hamburg. Er war eines der zwei letzten jüdischen Mitglieder des Senats der Freien und Hansestadt Hamburg und der einzige ehemalige hamburgische Senator, der von den Nationalsozialisten ermordet wurde.

## Familie

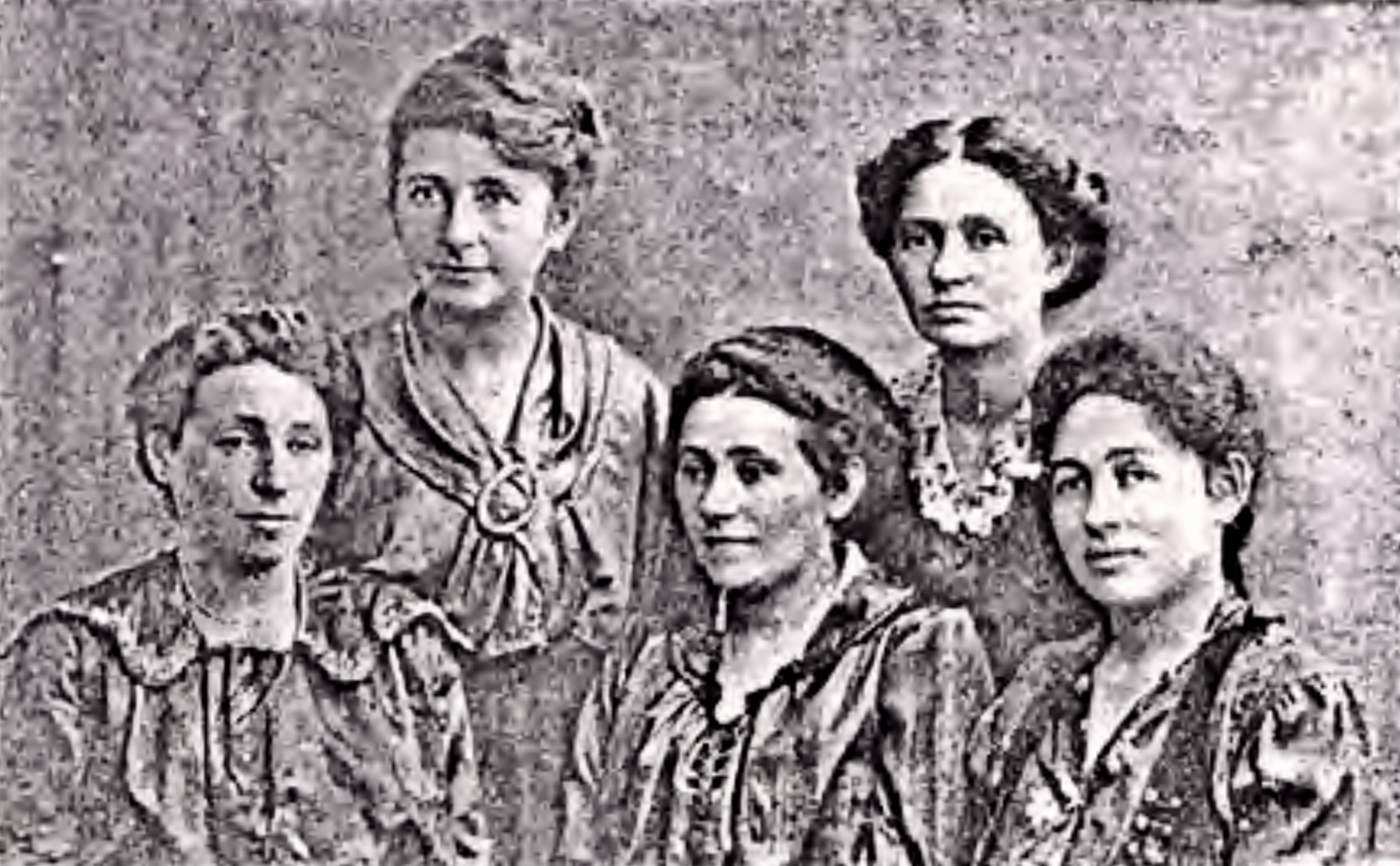
Die fünf Schwestern Lobatz um 1910 – Max Mendel war in zweiter Ehe, aus der seine drei Kinder hervorgingen, mit Anna Lobatz (ganz rechts) verheiratet, sechs Jahre nach deren Tod heiratete er 1938 Ida Lobatz (2. v. links)

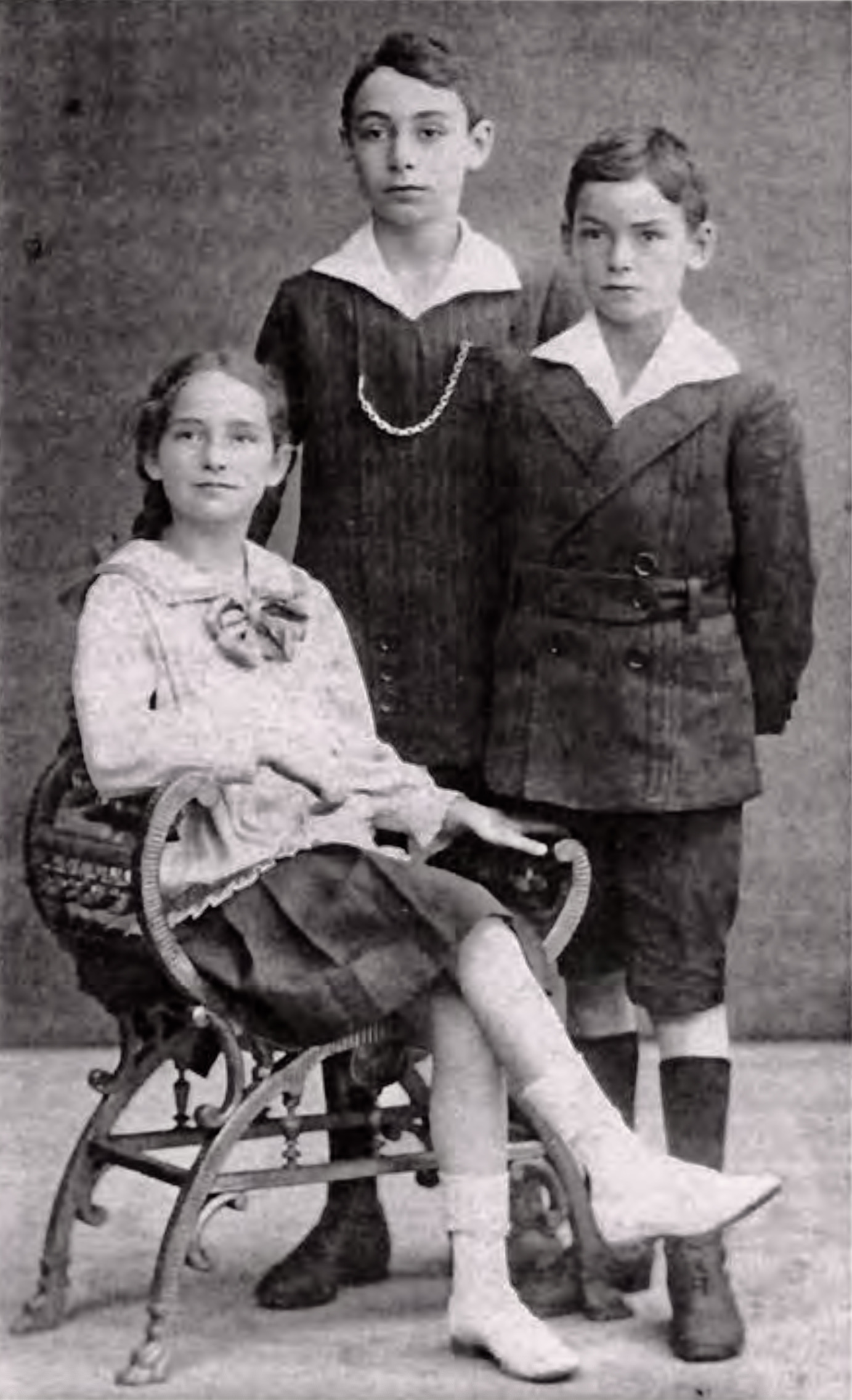
Gertrud, Kurt und Robert Mendel, 1919

Moritz Mendel wurde als zweiter Sohn des Importkaufmanns Moritz Mendel (1837–1893) und dessen Ehefrau Rosa (1835–1915), geborene Joelsohn geboren. Er Mendel betrieb einen Großhandel für Steinkohle und Sackleinen. Die Familie war zum Zeitpunkt von Max Mendels Geburt am Steindamm 118 ansässig.
Max Mendels älterer Bruder war der spätere Hauslehrer und Journalist Joseph Mendel (1870–1933), sein jüngerer Bruder der spätere Bankier, Bankvorstand, Kunstsammler und -mäzen Paul Michael Mendel (1873–1942).
Max Mendels erste Ehefrau Sophie starb früh. Aus seiner zweiten Ehe mit Anna (* 1878), geborene Lobatz, gingen zwei Söhne und eine Tochter hervor, Kurt (1903–1997), Gertrud (geboren am 26. Mai 1905 in Hamburg) und Robert (geboren am 24. Juli 1907 in Hamburg; gestorben 2009).
Die Drei waren als Jugendliche aktive Mitglieder des 1913 gegründeten zionistischen Jugend-Wanderbundes Blau-Weiß (Vorbild: Wandervogel). Insbesondere der Älteste, Kurt Mendel, war früh am Zionismus interessiert. Dazu stand er in engem Kontakt mit seinem zionistisch engagierten Onkel, dem  Philosoph und Nationalökonom Ernst Tuch. Kurt Mendel (קורט מנדל) und sein jüngerer Bruder Robert emigrierten, Kurt bereits 1930 ins Mandatsgebiet Palästina.
Gertrud Mendel heiratete im Jahr 1926 den Gebrauchsgraphiker Adolf Max Wilhelm Bauche. Ein Enkel Max Mendels war der Kulturhistoriker und Volkskundler Ulrich Bauche.
Max Mendel und Ernst Tuch waren seit ihrer gemeinsamen Schulzeit im Realgymnasium der Gelehrtenschule des Johanneums am Steintor eng befreundet und heirateten Töchter der Bertha Beile Lobatz (1851–1942). geborene Schüler.
Max Mendels zweite Ehefrau Anna verstarb 1932. Danach lebte Max Mendel mit seiner Schwiegermutter Bertha Beile Lobatz und seiner Schwägerin Ida Lobatz (geboren am 3. August 1880 in Schwedt/Oder; gestorben am 18. Juni 1943 im Ghetto Theresienstadt) in der Hirtenstraße 10 zusammen.
Ida Lobatz, die um zwei Jahre jüngere Schwester der verstorbenen zweiten Ehefrau Max Mendels, war bis 1933 Büroangestellte der Bank der Arbeiter, Angestellten und Beamten (BAAB), genannt „Arbeiterbank“. Max Mendel heiratete sie im Jahr 1938 in dritter Ehe.

## Schule und Ausbildung

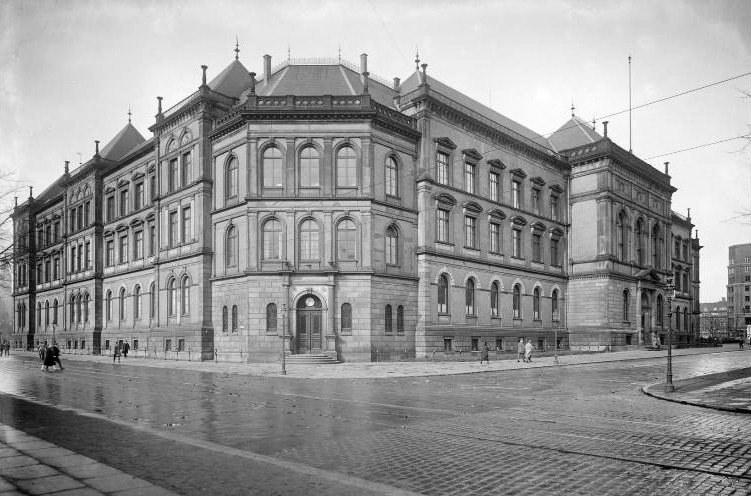
Ehemaliges Realgymnasium der Gelehrtenschule des Johanneums

Max Mendel besuchte das Realgymnasium des Johanneums, das er 1886 als 14-Jähriger wegen einer Hüftgelenkserkrankung vorzeitig verlassen musste. Durch seinen älteren Bruder Joseph, der ihn u. a. mit sozialistischem Gedankengut vertraut machte, erhielt er Privatunterricht. Von seiner Erkrankung behielt Max Mendel zeitlebens eine Gehbehinderung zurück, die im Alter zu einer Lähmung führte. 1889 trat er 17-jährig als Handlungsgehilfe ins väterliche Geschäft ein und erhielt dort eine kaufmännische Ausbildung. Dem sozialdemokratischen Zentralverband der Handlungsgehilfen trat er als Mitglied bei. An der Friedrich-Wilhelms-Universität zu Berlin studierte er einige Semester Nationalökonomie und Sozialwissenschaften.
Am Johanneum hatte er sich eng mit Ernst Tuch (geboren am 11. April 1872 in Hamburg; gestorben am 29. Dezember 1922 ebda.) angefreundet, mit dem er von 1892 bis 1895 in der Reichshauptstadt studierte. Beide lernten während der Studienzeit in Berlin ihre späteren Ehefrauen kennen. Ernst Tuch gründete 1910 den jüdischen Turn- und Sportverein Bar-Kochba in Hamburg, dessen gleichnamiges Vorbild, dessen Vorsitzender Tuch bis 1905 gewesen war, bereits seit 1898 in Berlin bestand.

## Wirken

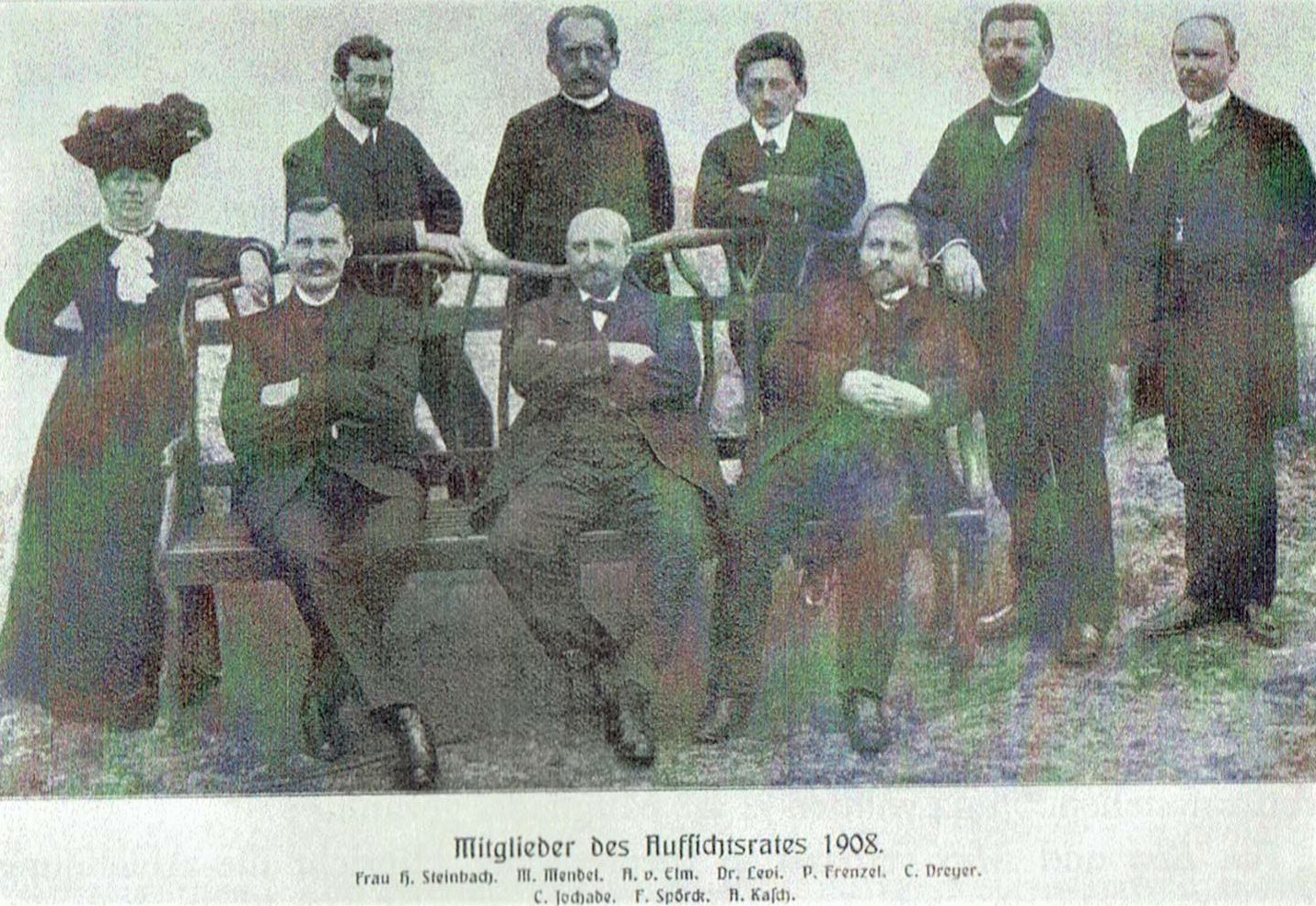
Aufsichtsrat der Konsumgenossenschaft Produktion von 1908, stehend 2. von links: Max Mendel

1897, kurz nach dem großen Hafenarbeiterstreik, traf Max Mendel mit Adolph von Elm zusammen. Von ihm erhielt er Anregungen zur Bedeutung des Genossenschaftswesens in der Volkswirtschaft.
Durch seine Mitgliedschaft im Zentralverband der Handlungsgehilfen, für den er Vorträge hielt, freundete er sich mit dessen Aufsichtsratsmitglied Max Josephsohn an. Durch ihn wurde er an den Präliminarien zur Gründung der Konsum-, Bau- und Sparverein „Produktion“ beteiligt und im Jahr 1900 in der Funktion des Schriftführers in deren Aufsichtsrat gewählt, als Nachfolger Josephsohns. Dem Aufsichtsrat gehörte er bis 1909 an, als er als Finanzgeschäftsführer in den Vorstand der Genossenschaft berufen wurde.
Nachdem die Hamburger Bürgerschaft im Jahr 1911 eine Sondersteuer für Konsumgenossenschaften beschlossen hatte, gründete Max Mendel als Gegenmaßnahme die für jedermann offene Handelsgesellschaft Produktion. Die Gebäude der Pro-Betriebe, wie Genossenschaft und Handelsgesellschaft im Volksmund genannt wurden, sind bis heute in Hamm-Süd erhalten.
1913, als er in den Aufsichtsrat der Großeinkaufs-Gesellschaft Deutscher Consumvereine berufen wurde, listete ihn die Deutsch-Israelitische Gemeinde (DIG) Hamburgs als „Bankdirektor“. Zu dieser Zeit wohnte er in der Hammerlandstraße 54.
Da Mendel aufgrund seiner Gehbehinderung als kriegsuntauglich gemustert wurde, blieb er während des Ersten Weltkriegs in seinen Ämtern.

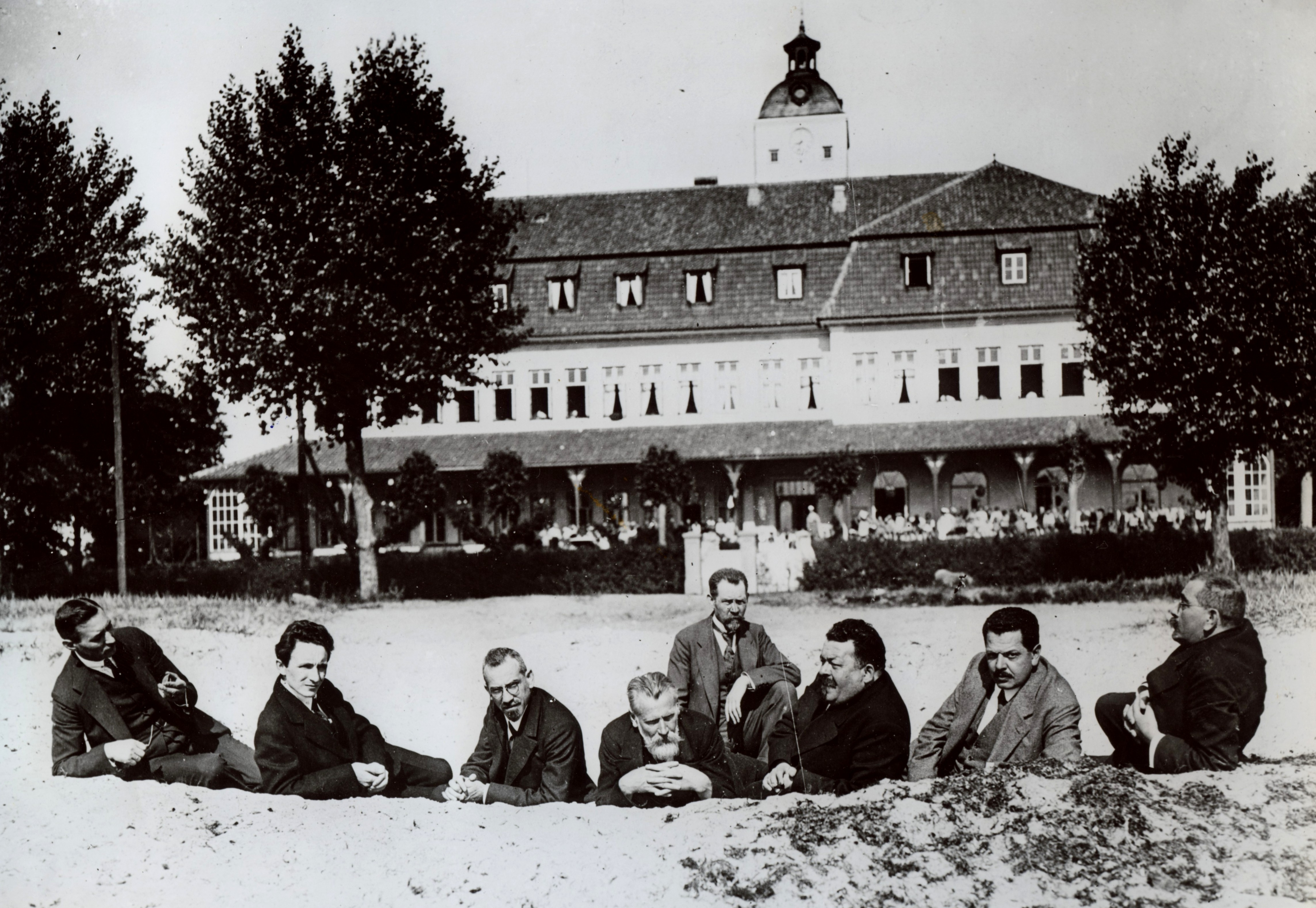
Im Juli 1919 besuchten Reichspräsident Friedrich Ebert (3. von rechts) und Reichswehrminister Gustav Noske (ganz rechts) mit Mitgliedern des Vorstandes der Konsumgenossenschaft Produktion das Kinder- und Erholungsheim der Pro in Haffkrug; 3. von links: Max Mendel

Straßenschild Mendelstraße in Hamburg-Lohbrügge

Am 16. Juli 1919 besuchten Reichspräsident Friedrich Ebert und Reichswehrminister Gustav Noske mit Mitgliedern des Vorstandes der Genossenschaft Produktion wie Henry Everling und Max Mendel das Kinder-Erholungsheim der Pro in Haffkrug an der Ostsee. Dieses Heim war aus Gewinnen der Kriegsproduktion der Konsumgenossenschaft finanziert worden und sollte durch die Visite als vorbildliche soziale Einrichtung gewürdigt werden. Der Besuch ging in die nationale Geschichte ein – ein Foto des Reichspräsidenten in Badehose mit Vergleich zum stets uniformierten Kaiser Wilhelm II. wurde zum Aufreger deutsch-nationaler Medien.
Im Jahr 1920 war Max Mendel einer der Mitbegründer des GBI Großhamburger Bestattungsinstituts. Von 1920 bis 1930 gehörte Mendel dem Aufsichtsrat der Versicherung Volksfürsorge an.
Von 1925 bis 1929 saß Max Mendel für die SPD im Senat der Freien und Hansestadt Hamburg und war für Wirtschaftsfragen zuständig. Er wurde von verschiedenen Seiten, auch aus den eigenen Reihen, wegen seiner gemeinwirtschaftlichen Aktivitäten und seiner Zugehörigkeit zum Judentum angegriffen. Die Deutschnationale Volkspartei hatte im Verlauf ihrer Wahlpropaganda 1927 und 1928 ausdrücklich die große Konsumgenossenschaft Produktion als „jüdisch gelenkten Moloch“ diffamiert. Deshalb trat er freiwillig von seinem Amt zurück.
Mit den Senatoren Max Mendel von der SPD und Carl Cohn von der DDP schieden vier Jahre vor der Machtabtretung an die Nationalsozialisten die beiden letzten jüdischen Politiker aus dem Hamburgischen Senat aus.
Seine Tätigkeiten im Privatgeschäft setzte Max Mendel fort. Er galt als Finanzexperte und war  von 1920 bis 1928 Vorsitzender des vierköpfigen Genossenschaftsvorstandes. Dort unterlag er 1928 einem Richtungsstreit mit Ferdinand Vieth, bei dem auch antisemitische Tendenzen eine Rolle spielten. In der Sache ging es um Investitionsentscheidungen, über eine Konzentration der Betriebsstellen, um die Aufgabe einer eigenen Schiffsproviantgesellschaft und die Aufgabe der Beteiligung an einer Brauerei. Mendel arbeitete im Vorstand lange Jahre mit Henry Everling zusammen, dessen Rolle bei der beruflichen und politischen Isolierung Mendels noch ungeklärt erscheint.
Gleich nach der Machtübertragung an die Nationalsozialisten im Januar 1933 wurde am 17. Mai 1933 der Kreisleiter der NSDAP des Stadtteils Hamm-Süd, Otto Becker, zum Staatskommissar für den Konsum-, Bau- und Sparverein Produktion ernannt. Um Max Mendel als Juden zu diskreditieren, wurde er sofort der Veruntreuung bezichtigt und angeklagt. Der folgende Strafprozess vor dem Landgericht Hamburg endete jedoch mit einem Freispruch.

## Diskriminierung, Ausgrenzung, Deportation
Max Mendel wurden schrittweise alle Pensionen gekürzt und schließlich gestrichen. Ihm blieb nur die Rente aus der Pensionskasse des Zentralverbands deutscher Konsumvereine.
Am 19. Juli 1942 wurde der bereits gelähmte Max Mendel mit seiner dritten Frau Ida Mendel, geb. Lobatz, seinem jüngeren Bruder Paul Michael Mendel, dessen Ehefrau und weiteren Familienangehörigen der Familie Lobatz in das Ghetto Theresienstadt deportiert, in dem er 22 Tage später starb.

## Nekrolog

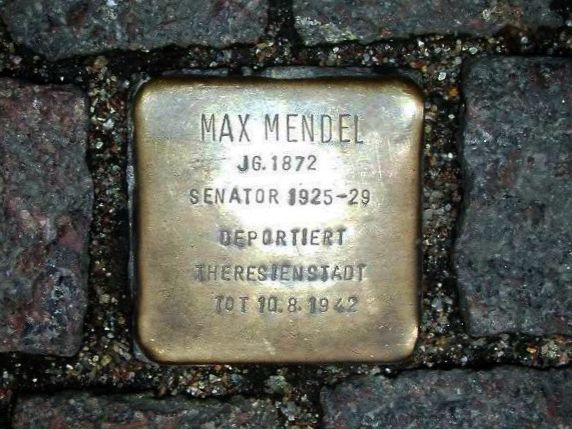
Stolperstein vor dem Hamburger Rathaus

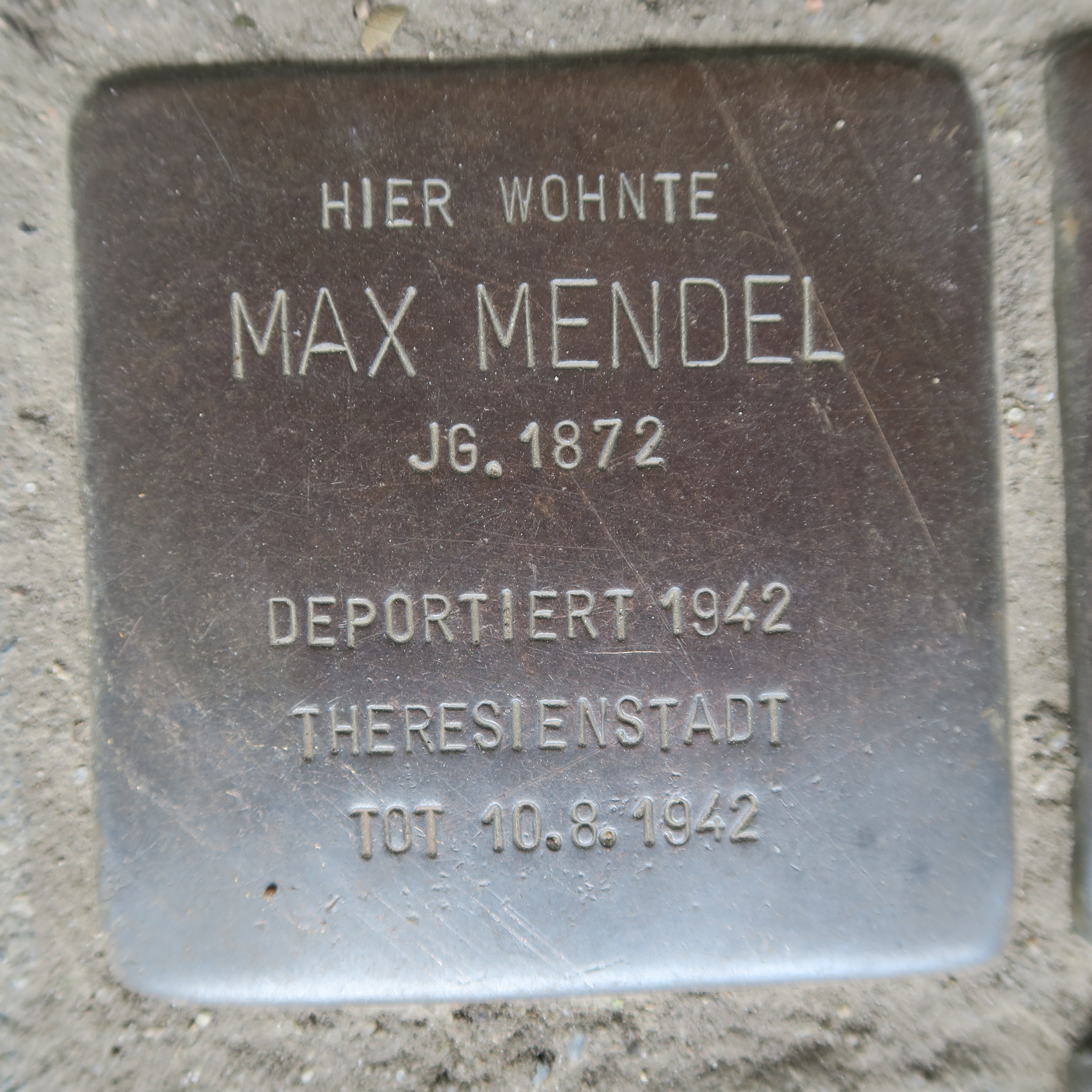
Stolperstein Hammer Landstraße 59

Die musische und sprachliche Begabung Max Mendels beschrieb sein Neffe Arie Goral-Sternheim: „Onkel Max konnte alles. Er konnte ganze Wagner-Opern mit seinem vollen Bassbariton singen und sich dazu auf dem Klavier begleiten. Er konnte Gorch Fock und Rudolf Kinau so originalgetreu platt vortragen, dass in jenen Augenblicken so etwas aufkam wie eine plattdeutsch-jüdische Symbiose.“
1964 wurde die Mendelstraße in Hamburg-Lohbrügge nach Max Mendel benannt.
In Hamburg-Hamm wurde ein Stolperstein für Max Mendel verlegt, an der Stelle des im Zweiten Weltkrieg zerstörten Wohnhauses der Familie Mendel in der Hammer Landstraße 59.
Am 29. März 2005 wurde schließlich der 1000. der Stolpersteine zur Erinnerung an den hamburgischen Senator Max Mendel vor dem Hamburger Rathaus gesetzt.